# God Put a Smile upon Your Face
Singles de Coldplay
Clocks
(2002) Moses
(2003)
Pistes de A Rush of Blood to the Head
In My Place The Scientist
God Put a Smile upon Your Face est une chanson du groupe britannique Coldplay, parue sur l'album A Rush of Blood to the Head. Son single est sorti au Canada et en Europe le 14 juillet 2003.

## Reprise
La chanson fait l'objet d'une reprise instrumentale par le DJ-producteur anglais Mark Ronson sur son album Version.

## Vidéoclip
Semblable à un court-métrage fantastique, le clip met en scène un homme d'affaires, joué par Paddy Considine, qui découvre, durant son avancée, des choses absurdes et inconscientes:
- Il croise, par bousculade, un homme se baladant pied nu dans la rue, puis, des radiateurs en sang.
- Ensuite, il s'aperçoit que sa main droite passe à travers la poignée de sa valise et finit par disparaître.
- Lorsqu'il arrive au restaurant pour se retrouver avec des collègues, sa main gauche disparaît.
- Pour terminer, l'homme, sentant une étrange réaction, s'allonge sur un coussin, disparaît et ne laisse que ses vêtements.